# Извор Свете Петке у Железнику
Извор Свете Петке налази се у београдском насељу Железник у густој Липовичкој шуми.

## Опис
Већина православних верника, а нарочито верника Српске православне цркве на овај извор гледа као на свето место односно на цркву. До извора се стиже степеницама, а изворска вода излази из чесме. На извору постоји крст са исписаном молитвом „Молитвама Богородице, спасе, спаси нас!” На самом извору налази се мермерна плоча на којој пише: „Подигнуто 1872. Обновљено 1973. Грађани добровољним радом. Инвестирао и три лета радио Којић Б. Миливоје из Железника.” Око изворске чесме налазе се висока стабла липе, она се налази у централном делу олтара, а око ње иконе Свете Петке, Богородице и Исуса Христа. Око извора се такође налази три чирака за паљење свећа, кандила и цвеће које донесу посетиоци.

## Историјат
Извор је први пут саграђен 1872. године, али је срушен током Другог светског рата, да би га мештани обновили 1983. године. Ипак, црквени списи о овом извору датирају још из 16. века и постоји велики број легенди везаних за ово место.
Једна од легенди је да је кроз ово место пролазио богати трговац и његова слепа ћерка, а да су овде застали и умили се водом са извора, а да је девојка сутрадан прогледала. Наводно се трговцу у сну јавила Света Петка и да је он у знак захвалности уредио извор и поставио мермерну икону Свете Петке на њему. Такође постоји прича да је у знак захвалности богати трговац подигао цркву на овом месту у којој су служила два монаха, али је она срушена током Другог светског рата. Друга легенда која се верује за овај извор је о чиновнику који је наредио да се посече велики храст који се на извору налазио стотинама година, а да су се грађани томе противили. Наводи се да је чиновник био неумољив и да је посекао храст, а да је сутрадан пронађен мртав. Постоји предање да је приликом преношења моштију Свете Петке из Цариграда у Јашу преко Србије настао извор на сви местима где је поворка застајала да преноћи.